# Priel (Gammelsdorf)
Koordinaten: 48° 33′ 1,1″ N, 11° 54′ 51,1″ O

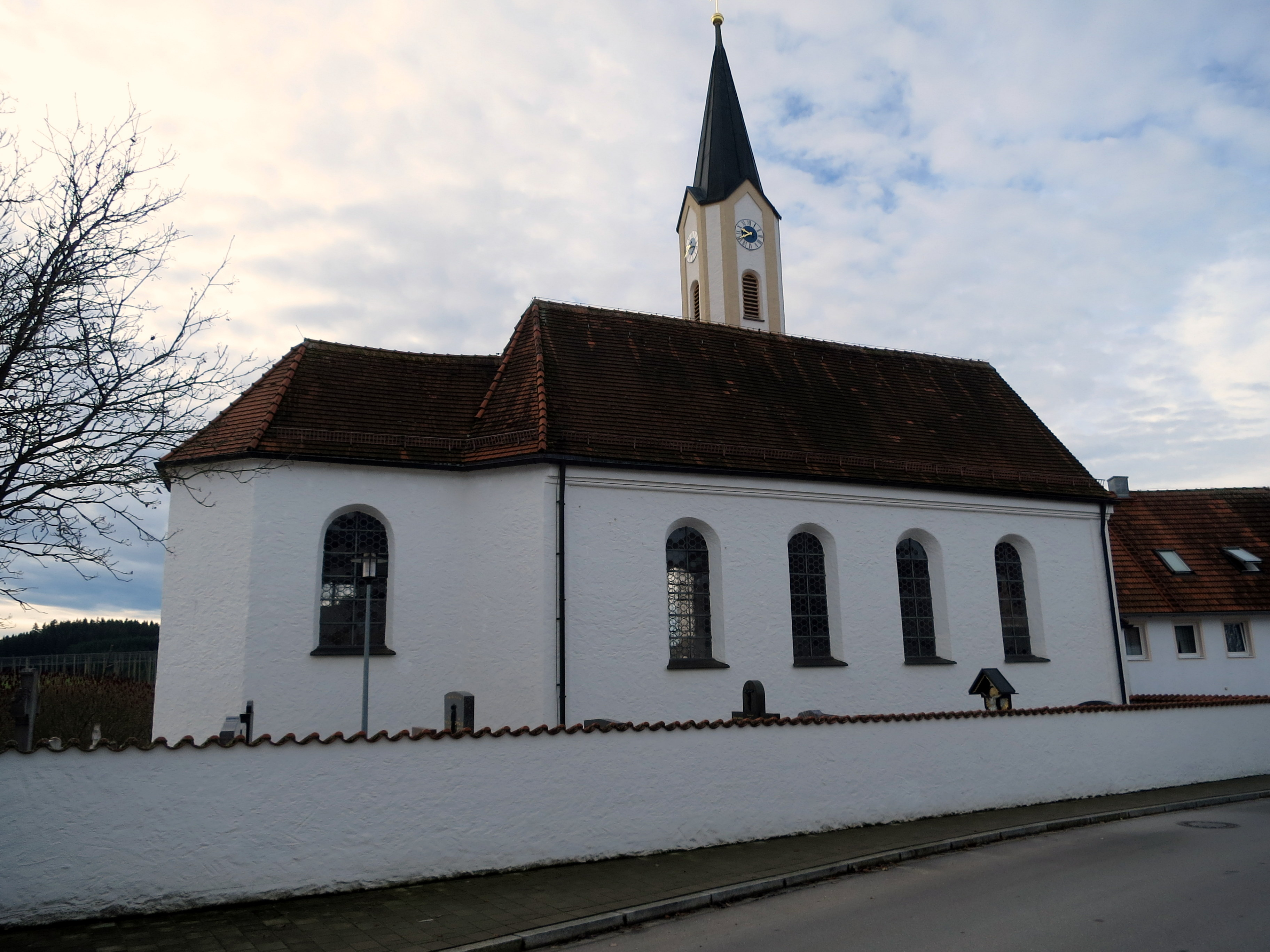
Pfarrkirche St. Johannes Baptist

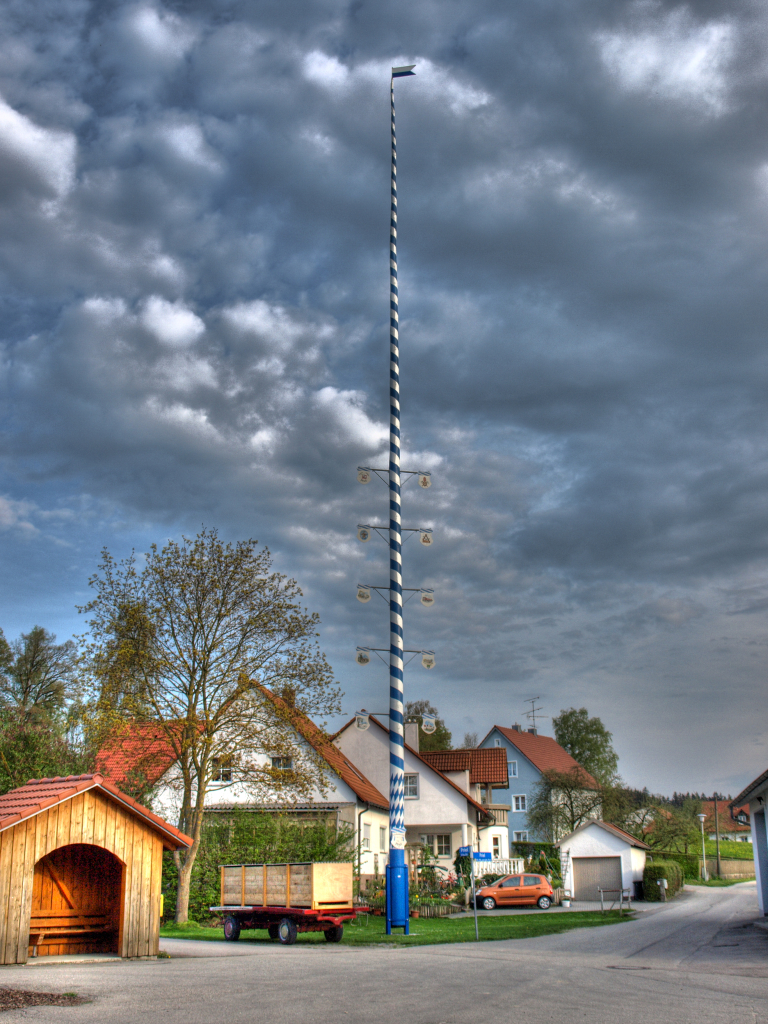
Ortsmitte von Priel

Priel ist ein Pfarrdorf und Gemeindeteil der Gemeinde Gammelsdorf im oberbayerischen Landkreis Freising.

## Geographie
Priel hat 105 Einwohner (Stand 2012) und liegt 2 km westlich von Gammelsdorf in der Hallertau im nördlichen Landkreis Freising auf 472 m ü. NHN. Nächste größere Städte sind Moosburg a.d.Isar und Landshut.

## Geschichte
Bei der Schlacht bei Gammelsdorf im Jahr 1313 lag Priel im Aufmarschgebiet der bayerischen und österreichischen Heere und wird in diesem Zusammenhang erwähnt.
Bereits für das frühe 13. Jahrhundert ist eine Kirche am Ort belegt. Ad ecclesiam Priul heißt es in einer zwischen 1212 und 1221 zu datierenden Tradition des Kollegiatstifts St. Kastulus (Moosburg). Diesem waren die Pfarrei und die Pfarrkirche St. Johannes Baptist später inkorporiert, woran auch die Übertragung des Kollegialstifts nach Landshut im Jahre 1598 nichts änderte. Die katholische Pfarrkirche St. Johannes der Täufer ist heute ein barocker Saalbau mit stark eingezogenem Polygonalchor. Das dortige Gnadenbild „Maria mit dem geneigten Haupt“ war zeitweise Gegenstand umfangreicher Wallfahrten. Mit der Aufhebung des Kollegiatstifts in der Säkularisation in Bayern wurde Priel um 1808 eine eigenständige Pfarrei. Diese gehört heute zum Pfarrverband Gammelsdorf und Hörgertshausen.
Priel und das benachbarte Oberpriel (43 Einwohner) gehörten seit dem Gemeindeedikt von 1818 bis zu deren Auflösung am 1. Mai 1978 politisch gesehen zur Gemeinde Enghausen. Sie wurden dann der Gemeinde Gammelsdorf eingemeindet.